# World Demise
World Demise (česky Zánik světa) je čtvrté studiové album americké deathmetalové skupiny Obituary. Vyšlo v roce 1994 pod hudebním vydavatelstvím Roadrunner Records. Bylo nahráno ve studiu Morrisound Recording ve floridské Tampě na 32 stop ve spolupráci s producentem Scottem Burnsem. K písni Don't Care z tohoto alba vznikl videoklip.
Toto album není orientováno na horror / gore, obsahuje ekologické téma (ničení životního prostředí). Ve společném rozhovoru kapela uvedla, že nechce být jen jednou z deathmetalových kapel, ale chce zaujmout i ty, kterým vadí slovo death metal. Samotná hudba nějakou zásadní změnu neprodělala.
Kapela kontaktovala na Floridě firmu a zadala si požadavek na fotografie s ekologickým tématem. Firma dodala 75 fotografií, z nichž kapela vybrala 4 nejlepší, které byly pomocí počítačové animace spojeny do jedné – takto vznikla obálka alba s „ocelovým městem“ a kouřícími komíny. Další snímky (včetně ropou znečistěného ptáka) byly použity pro booklet.
| „                         | Naše hudba se určitě trochu změnila, je teď daleko rytmičtější než dřív. Ale zásadní změny se od nás nedají očekávat. | “ |
| — Donald Tardy - Obituary | |   |

## Seznam skladeb
1. Don't Care – 3:08
2. World Demise – 3:43
3. Burned In – 3:32
4. Redefine – 4:39
5. Paralyzing – 4:57
6. Lost – 3:59
7. Solid State– 4:38
8. Splattered – 4:15
9. Final Thoughts – 4:08
10. Boiling Point – 3:10
11. Set in Stone – 4:52
12. Kill for Me (Obituary) – 6:01

Bonusové skladby (reissue Roadrunner Records 1998)
1. Killing Victims Found (Obituary) – 5:05
2. Infected [Live] (Obituary) – 5:00
3. Godly Beings [Live] (Obituary) – 2:01
4. Body Bag [Live] (Obituary) – 5:59

## Sestava
- John Tardy – vokály
- Allen West – kytara
- Trevor Peres – kytara
- Frank Watkins – baskytara
- Donald Tardy – bicí